# Lifebuoy
Flamethrower Portable No 2 (англ. Огнемёт портативный номер 2), более известный как Lifebuoy (Лайфбуой) или Ack Pack (Эк Пэк) — британский пехотный огнемёт времён Второй мировой войны, созданный на основе немецкого огнемёта 1917 года Wechselapparat. Производился в двух версиях: Mk 1 (учебное оружие) и Mk 2 (состоял на вооружении). С 1943 по 1944 годы было произведено порядка 7 тысяч огнемётов подобного типа, они использовались британскими войсками при высадке в Нормандии. Классифицировался как тяжёлый огнемёт.

## Описание
18-литровый резервуар с горючим имел форму тора («пончика»)  и располагался за спиной солдата. В центре тороидального резервуара располагался контейнер со сжатым азотом под давлением в 2 тысячи фунтов на квадратный дюйм (примерно 14 МПа). При выпуске огненной струи дальность поражения составляла до 36 метров.
Шланг от топливного бака был соединён с насадкой, у которой было две пистолетные рукоятки для удерживания и контроля за огнём. На одной из рукояток был курок. В состав боекомплекта огнемёта входили 10 зажигательных патронов, что давало возможность огнемётчику производить до десяти выстрелов с одним резервуаром. Имелась также возможность разбрызгать неактивированную огнесмесь вокруг мишени, а затем поджечь её несильной струёй пламени — данная тактика повышала результативность стрельбы из огнемёта.

## В массовой культуре
- В фильме «Мост слишком далеко» британцы идут в атаку с этими огнемётами. Роль одного из таких огнемётчиков исполнил Алан Армстронг.